# Carl-Ludwig Wagner

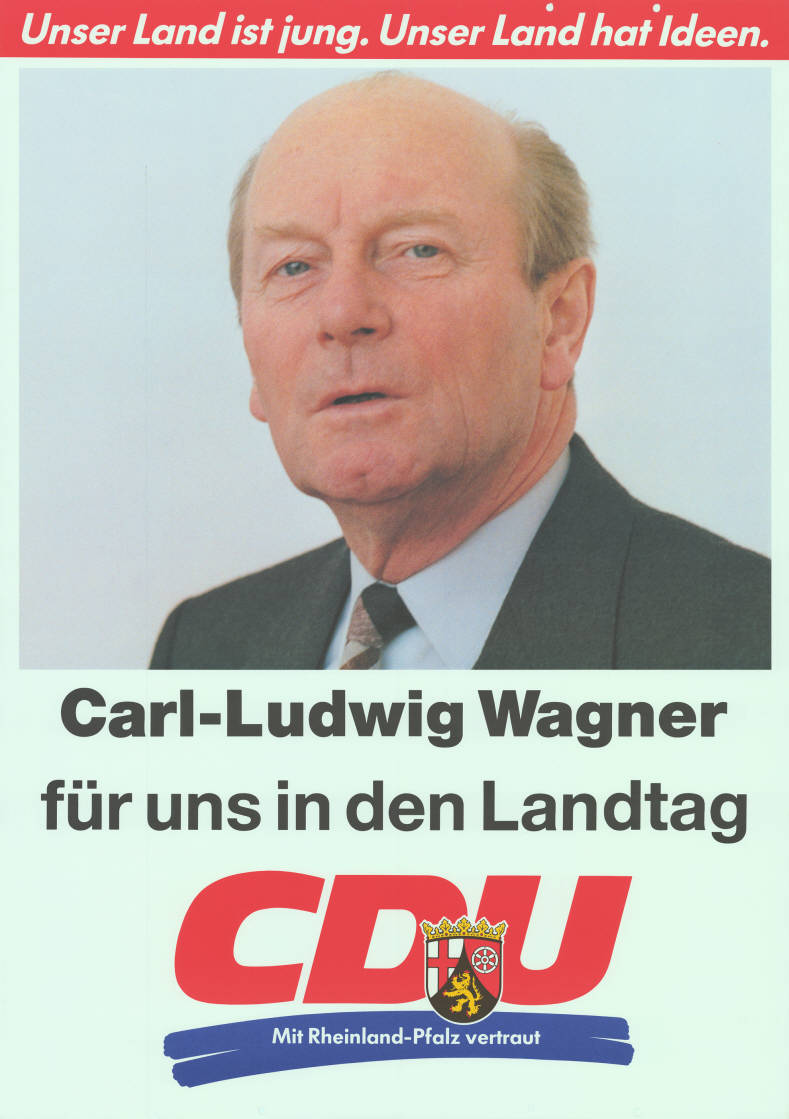
Kandidatenplakat zur Landtagswahl in Rheinland-Pfalz 1987

Carl-Ludwig Wagner (* 9. Januar 1930 in Düsseldorf; † 27. Juli 2012 in Trier) war ein deutscher Jurist und Politiker der CDU. Wagner war von 1969 bis 1976 Mitglied des Deutschen Bundestages und bekleidete zwischen 1988 und 1991 das Amt des Ministerpräsidenten von Rheinland-Pfalz.

## Leben

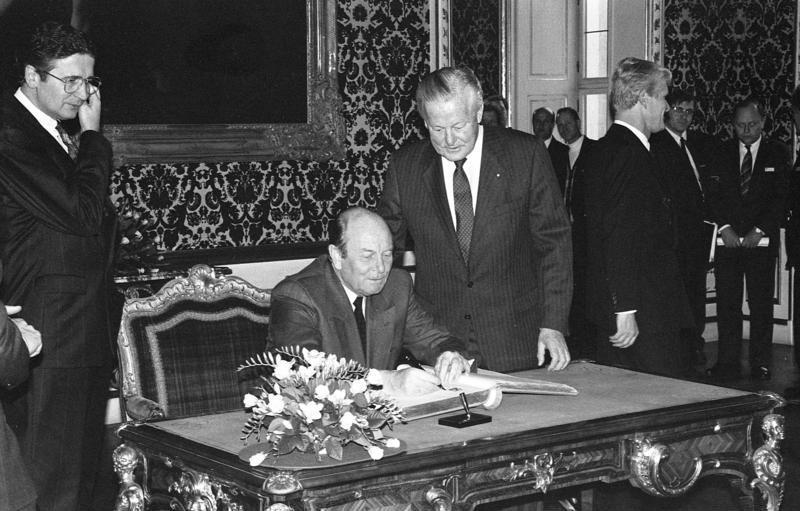
Carl-Ludwig Wagner bei der Eintragung in das Gästebuch der bayerischen Staatsregierung

### Ausbildung
Carl-Ludwig Wagner wurde 1930 als Sohn des aus Forchheim stammenden Verlegers Georg Wagner (1897–1956) in Düsseldorf geboren. Nach dem Zweiten Weltkrieg zog die Familie nach Trier, wo der Vater die Leitung des Paulinus-Verlags übernahm. Im Jahr 1949 absolvierte Wagner als 19-Jähriger das Abitur am Trierer Friedrich-Wilhelm-Gymnasium, woran er ein Studium der Rechtswissenschaften an der Johannes Gutenberg-Universität Mainz und der Université Montpellier I anschloss. 1953 legte Wagner die Erste, vier Jahre später die Zweite juristische Prüfung ab. Zwischen 1953 und 1955 war er als wissenschaftlicher Mitarbeiter an der Mainzer Universität tätig. 1957 trat er in die Verwaltung des Landes Rheinland-Pfalz ein, ab 1959 war der Befürworter von europäischer Einigung und der deutsch-französischen Freundschaft zehn Jahre lang im Generalsekretariat des Europäischen Parlamentes in Luxemburg angestellt, dessen Direktor er 1964 wurde. 1961 promovierte Wagner in Mainz mit seiner 99-seitigen Dissertation „Die Anfechtungsklage des französischen Verwaltungsrechtes“ zum Doktor der Rechte.

### Parteilaufbahn
Seit 1951 war Wagner Mitglied der CDU. Von 1952 bis 1953 war er Geschäftsführer der CDU-Landtagsfraktion Rheinland-Pfalz. Von 1984 bis 1991 war er Vorsitzender des Bezirksverbandes Trier, später bis zu seinem Tod Ehrenvorsitzender.

### Abgeordnetentätigkeit
Wagner war von 1969 bis zu seinem Mandatsverzicht am 8. April 1976 Mitglied des Deutschen Bundestages.
Von 1983 bis 1991 war Wagner Mitglied des rheinland-pfälzischen Landtags.

### Öffentliche Ämter

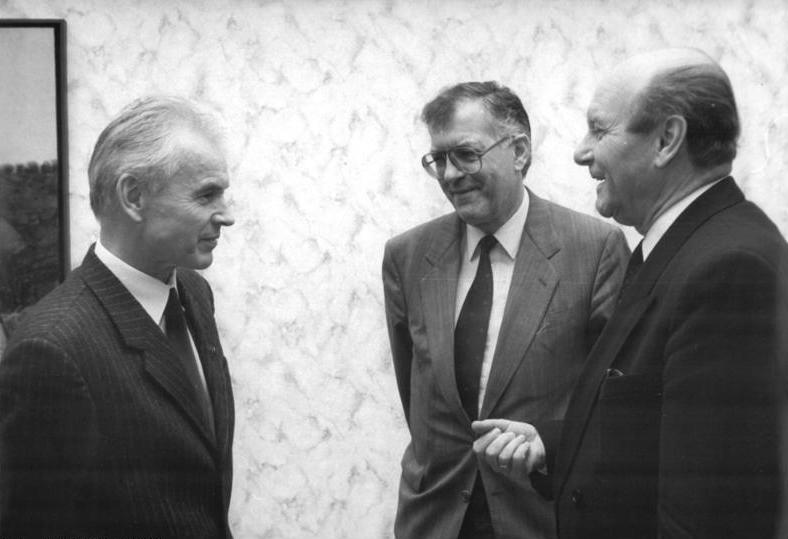
Wagner (rechts) mit Hans Modrow (links) und Franz Bertele (Mitte)

Von 1976 bis 1979 war Wagner Oberbürgermeister der Stadt Trier.
Am 13. Dezember 1979 wurde er als Justizminister in die von Ministerpräsident Bernhard Vogel geführte Landesregierung von Rheinland-Pfalz berufen. Am 11. Juni 1981 übernahm er dann die Leitung des Finanzministeriums.
Nach dem Rücktritt von Bernhard Vogel wurde Wagner am 8. Dezember 1988 zum Ministerpräsidenten des Landes Rheinland-Pfalz gewählt. In seine Amtszeit fiel die Einführung der Direktwahl der Oberbürgermeister und der Beginn der Partnerschaft mit der chinesischen Provinz Fujian.
Ende 1988 musste er sich in der Mainzer Spielbankaffäre bald wieder eingestellten Ermittlungen der Staatsanwaltschaft Koblenz und einem Untersuchungsausschuss stellen. Ebenfalls ermittelt wurde gegen den ehemaligen Landesinnenminister Kurt Böckmann. Im Raum stand der Verdacht der Vorteilsgewährung seitens der CDU-Alleinregierung gegenüber CDU-nahen Investoren („Schwarzer Filz“). Die Nachforschungen ergaben dafür Indizien, blieben rechtlich aber folgenlos.
Bei der Landtagswahl am 21. April 1991 erlitt die CDU erhebliche Verluste in Höhe von 6,4 Prozentpunkten und verlor damit erstmals ihre Position als stärkste politische Kraft in Rheinland-Pfalz. Demgegenüber erzielte die SPD Zugewinne in Höhe von 6,0 Prozentpunkten. Wagners bisheriger Koalitionspartner FDP ging eine Koalition mit der SPD ein.
Infolgedessen gab Wagner am 21. Mai 1991 sein Amt an Rudolf Scharping ab.

### Berufliches
Von 1992 bis 1997 war Carl-Ludwig Wagner Vorstandsvorsitzender der Thüringer Aufbaubank in Erfurt; 1998 war er Schlichter bei den Tarifverhandlungen im öffentlichen Dienst.

## Persönliches
Carl-Ludwig Wagner lebte in Trier-Ruwer. Er war Mitglied der katholischen Studentenverbindung K.St.V. Ketteler Mainz im KV. Seine Tochter Christine Langenfeld ist Professorin für öffentliches Recht an der Universität Göttingen und ist seit Juli 2016 Richterin des Bundesverfassungsgerichts. Sein Sohn Bernhard Wagner ist promovierter Ingenieur und IT-Unternehmer in Darmstadt, sein Sohn Wolfgang Wagner ist Professor für Medizin an der Universität Tübingen und Chefarzt in München.

## Auszeichnungen
- 1980: Orden Gegen den Trierischen Ernst
- 1982: Bundesverdienstkreuz 1. Klasse
- 1989: Franz-Weißebach-Preis
- 1996: Großes Verdienstkreuz (1990) mit Stern und Schulterband des Verdienstordens der Bundesrepublik Deutschland[13]
- Ehrenratsherr der Karnevalsgesellschaft (KG) Rote Funken